# さかさまショー
『さかさまショー』は、1970年11月17日から1971年4月27日まで日本テレビ系列で放送されていた読売テレビ製作の仮装バラエティ番組である。放送時間は毎週火曜 19:30 - 20:00 （日本標準時）。

## 概要
視聴者参加型の公開番組で、毎回7組の一般人たちが出場していた。番組タイトルが示す通り、男性出場者は女装を、女性出場者は男装をしてかくし芸や歌を披露していた。優勝者には香港ペア旅行が贈られた。司会は桂三枝（後の6代目桂文枝）が務めていた。
「前夜祭」と題して行われた初回には、大阪にある男装の麗人クラブ「女装会」のメンバーと横山やすし・西川きよしコンビが出演。やすきよはじゅん&ネネの扮装をして歌を歌った。

## エンディングテーマ
- 酔いどれかぐや姫（南こうせつとかぐや姫）